# Daemodontiscus
Daemodontiscus è un genere estinto di pesce attinotterigio vissuto durante il Carbonifero superiore (Pennsylvaniano). L'olotipo, costituito da un cranio conservato tridimensionalmente, è stato scoperto in Nuovo Messico. L'unica specie nota è Daemodontiscus harrisae.

## Descrizione
Il cranio è caratterizzato dalla presenza di grandi zanne acuminate. L'analisi del cranio, lungo oltre 15 centimetri, è stata effettuata mediante tomografia computerizzata a raggi X (micro-CT), rivelando dettagli significativi dell'anatomia interna, tra cui il neurocranio, il palato e lo scheletro branchiale. 
Questo taxon si distingue dagli altri attinotterigi paleozoici per diverse caratteristiche anatomiche. Presenta una multipla ossificazione sia del neurocranio che del palatoquadrato, un parziale re-incapsulamento delle aorte dorsali laterali dopo la loro uscita dal basicranio e un lacrimale dentato che contribuisce all'apertura boccale. Le grandi zanne sono ben distanziate sia sul dentale che sulla mascella, mentre i denti sono orientati orizzontalmente sull'entopterigoide e sui dermopalatini. I cotili dell'articolare sono ampiamente separati. Alcuni aspetti anatomici, come la presenza di grandi zanne sul coronoide anteriore e una regione articolare della mandibola moderatamente elevata, potrebbero essere di rilievo tassonomico.

## Classificazione
Daemodontiscus harrisae venne descritto per la prima volta nel 2024, sulla base di un fossile rinvenuto nel Membro Tinajas della Formazione Atrasado, vicino a Socorro, in Nuovo Messico, risalente al Pennsylvaniano superiore (Kasimoviano). 
Secondo lo studio, Daemodontiscus mostra una stretta affinità con Watsonichthys pectinatus, un attinotterigio del Mississippiano (Viséano) della Scozia. Tuttavia, se ne distingue per la forma del processo parasfenoide anteriore e per la presenza di un lacrimale munito di denti. Le relazioni filogenetiche tra gli attinotterigi paleozoici dotati di zanne rimangono incerte, a causa della scarsità di dati morfologici su molti rappresentanti di questo gruppo.